# 아황산 나트륨
아황산 나트륨(Sodium sulfite, sodium sulphite)은 화학식 Na2SO3을 지니는 무기 화합물이다. 옅은 노란색의 수용성 고체이며 방부제로서 상용화되었다. 7수화물로도 알려져 있으나 공기에 산화되는 민감성이 더 크기 때문에 그다지 유용하지 않다.

## 준비
아황산 나트륨은 이산화 황과 수산화 나트륨을 용해하여 준비할 수 있다. 따뜻한 물에서 Na2SO3는 노란 고체로 촉발된다. SO2가 많아질수록 고체는 용해되어 다이설파이트(disulfite)가 되며 냉각 시 결정체를 이룬다.
- SO2  +  2 NaOH  →  Na2SO3  +  H2O

아황산 나트륨은 이산화 황을 탄산 나트륨 용액과 섞어서 산업적으로 제조된다. 전반적인 반응은 다음과 같다:
- SO2 + Na2CO3 → Na2SO3 + CO2

## 응용
아황산 나트륨은 주로 제지 산업에 사용된다.
탈산소제로서, 사진 산업에서 부식 문제를 예방할 목적으로 스팀 보일러에 들어가는 물을 처리하기 위해 사용되며, 현상액이 산화되지 않게 하고 필름과 사진 전용 인화지 유화액으로부터 정착액(싸이오황산 나트륨)을 씻어낸다.
환원제이자 표백제, 탈황제, 염소제거제이며 수영장과 섬유공업에 사용된다. 환원적인 특성으로 인해 건과의 변색을 막고 육류를 보존하기 위한 방부제용으로 이용된다.
싸이오황산 나트륨 생성에 사용된다.